# 放线硫醇
放线硫醇（英语：Mycothiol，缩写为MSH），也译作真菌硫醇、分支硫醇、AcCys-GlcN-Ins等，是放线菌中发现的一种不寻常的硫醇化合物。它由一个半胱氨酸残基和一个与葡萄糖胺连接的乙酰化氨基组成，然后与肌醇连接。氧化的二硫化物形式的放线硫醇（MSSM）称为放线硫酮，并被黄素蛋白放线硫酮还原酶还原为放线硫醇。放线硫醇生物合成和放线硫醇依赖性酶（例如放线硫醇依赖性甲醛脱氢酶和放线硫酮还原酶）已被认为是开发结核病治疗的良好药物靶点。